# Heinrich Krefeld
Heinrich Krefeld (* 19. Mai 1922 in Warburg; † 5. Dezember 2019 in Rheine) war ein deutscher klassischer Philologe, Fachdidaktiker und Gymnasialdirektor.

## Leben
Heinrich Krefeld studierte nach der Rückkehr aus dem Zweiten Weltkrieg Klassische Philologie und Archäologie an der Universität Marburg. Nach Staatsexamen (1951) und Promotion (1952, bei Hellfried Dahlmann) arbeitete er als Gymnasiallehrer und Fachleiter für Griechisch und Latein in Dortmund. Von 1962 bis zu seinem Eintritt in den Ruhestand 1986 war er Direktor des Gymnasiums Dionysianum in Rheine. Gleichzeitig hielt er von 1974 bis 1990 an der Universität Münster Lehrveranstaltungen zur Didaktik und Methodik der Klassischen Sprachen ab (als Lehrbeauftragter, ab 1977 als Honorarprofessor).
Seine Forschungsschwerpunkte waren die lateinische Dichtung, die Didaktik und Methodik des altsprachlichen Unterrichts sowie die Bedeutung des Altertums für die Bildung. Er verfasste unter anderem die Lehrwerke Res Romanae (für den Lateinunterricht) und Hellenika (für den Griechischunterricht); beide sind weit verbreitet und wurden seit ihrem ersten Erscheinen (1959 bzw. 1964) mehrfach neu bearbeitet (zuletzt 2008 bzw. 2002). Wegen seiner Beiträge zur Neuorganisation des Latein- und Griechischunterrichts in den Jahren 1970 bis 1980 wird Krefeld in einem Nachruf als „einer der letzten Architekten des altsprachlichen Unterrichts, auf dem der heutige Standard der klassischen Sprachen gründet,“ bezeichnet. 
Im Dezember 2019 verstarb Heinrich Krefeld im Alter von 97 Jahren in Rheine.

## Schriften (Auswahl)
- Liebe, Landleben und Krieg bei Tibull. Düsseldorf 1954 (Dissertation, Marburg)
- mit Heinrich Waterphul: Die Gedichte des Archipoeta. Einführung, Text und Kommentar. Heidelberg 1958
- Res Romanae. Ein Begleitbuch für die lateinische Lektüre. Frankfurt am Main 1959. Zahlreiche Neubearbeitungen. Aktuelle Ausgabe Berlin 2008
- Hellenika. Einführung in die Kultur der Hellenen. Frankfurt am Main 1964. Zahlreiche Neubearbeitungen. Aktuelle Ausgabe Berlin 2002
- Berufsvorbereitung und grundlegende Geistesbildung. Heutige Aufgaben des Gymnasialunterrichts. Frankfurt am Main/Berlin/Bonn/München 1967
- Interpretationen lateinischer Schulautoren. Mit einer didaktischen Einführung. Frankfurt am Main 1968. 2., überarbeitete und erweiterte Auflage 1970
- Impulse für die lateinische Lektüre. Von Terenz bis Thomas Morus. Frankfurt am Main 1979
- Der Archipoeta, lateinisch und deutsch. Berlin 1992
- Seneca und wir. Zugänge zur Aktualität seiner Lehre. Bamberg 1992
- Das antike Rom. Der Reiseführer, ideal für Studienreisen. Berlin 2009